# Shake Hands with the Devil (pel·lícula de 1959)
Shake Hands with the Devil és una pel·lícula britànica de 1959 produïda i dirigida per Michael Anderson. La pel·lícula es va rodar a Dublín i als estudis Ardmore a Bray, Irlanda. IEs va basar en la novel·la del mateix nom escrita el 1933 per Rearden Conner, fill d'un policia de la Royal Irish Constabulary.
La pel·lícula està ambientada a Dublín el 1921, on l'Exèrcit Republicà Irlandès lluita contra els Black and Tans, ex-soldats britànics enviats a suprimir els rebels. És protagonitzada oer James Cagney i Don Murray juntament amb Dana Wynter, Glynis Johns, Sybil Thorndike i Michael Redgrave.

## Sinopsi
L'irlandès estatunidenc Kerry O'Shea (Don Murray) és estudiant al College of Surgeons el 1921 a Dublín durant la Guerra angloirlandesa. Apolític i malalt de matar després de lluitar a la Primera Guerra Mundial, es veu atret en la lluita entre l'Exèrcit Republicà Irlandès (IRA) i els Black and Tans britànics.
Ell i el seu amic i company estudiant, Paddy Nolan (Ray McAnally), es troben en mig d'una emboscada de l'IRA, i Nolan és mort pels britànics. Nolan li diu a O'Shea que cerqui a Sean Lenihan (James Cagney), un dels seus professors. Al parer, Lenihan és un líder de l'IRA d'alt rang conegut com "el comandant". Lenihan li treu la bala, però Nolan mor de totes maneres.
Des que O'Shea va deixar el seu llibre de text (amb el seu nom inscrit) a l'escena de l'emboscada, ara és un home buscat. Lenihan el porta a trobar-se amb el seu superior, "el General" (Michael Redgrave), un antic camarada d'armes del pare d'O'Shea. Quan O'Shea es nega a unir-se a l'IRA, el General li arranja un vaixell per marxar d'Irlanda. Lenihan el porta a un amagatall al mar, la base de la unitat de l'IRA comandada per Chris Noonan (Cyril Cusack). Lenihan es mostra furiós de trobar la cambrera Kitty Brady (Glynis Johns) barrejant-s'hi amb els homes.
Quan Liam O'Sullivan (Noel Purcell), un màxim dirigent de l'IRA, és ferit fugint de la presó, O'Shea accepta acompanyar la unitat fins al punt de trobada per tractar-lo. O'Sullivan és descobert al maleter del cotxe de l'anciana Lady Fitzhugh (Sybil Thorndike) i assassinat a trets pels britànics. Quan els soldats registren la gent al pub proper (on esperen els homes de l'IRA), Terence O'Brien (Richard Harris) intenta amagar una pistola que porta (contra les ordres explícites de Noonan). Quan és trobat, és O'Shea qui és atrapat. És brutalment colpejat pel coronel Smithson dels Black and Tans (Christopher Rhodes), però es nega a parlar. Lenihan lidera una incursió per rescatar-lo. En aquest moment, O'Shea decideix unir-se a l'IRA.
Lady Fitzhugh és condemnada a presó i fa una vaga de fam. Lenihan segresta Jennifer Curtis (Dana Wynter), la filla vídua d'un alt conseller britànic, per intentar forçar un intercanvi de presos. La cosa es complica quan Kerry s'enamora d'ella. Quan Kitty es posa en problemes, tant amb Lenihan com amb els britànics, decideix abandonar Irlanda.
Lenihan es prepara per assassinar el coronel Smithson al moll. Tanmateix, sospita que ha estat traït quan Kitty, per casualitat, intenta pujar-hi a un vaixell. Durant el tiroteig posterior, Lenihan dmata Kitty a sang freda.
Quan els homes tornen al far, se senten dues notícies. En primer lloc, Lady Fitzhugh ha mort. En segon lloc, els britànics han ofert un tractat de pau. El general està satisfet amb la pau, però no Lenihan. Quan decideix matar la senyora Curtis, O'Shea ha d'aturar-lo. Intercanvien trets i Lenihan és mort.

## Cast
- James Cagney - Sean Lenihan
- Don Murray - Kerry O'Shea
- Dana Wynter - Jennifer Curtis
- Glynis Johns - Kitty Brady
- Michael Redgrave - The General
- Sybil Thorndike - Lady Fitzhugh
- Cyril Cusack - Chris Noonan
- Harry Brogan - Tom Cassidy
- Robert Brown - First Sergeant (Black and Tans)
- Lewis Casson - Jutge
- Christopher Casson - Brigadier
- John Cairney - Mike O'Callaghan
- Harry H. Corbett - Clancy
- Allan Cuthbertson - Capità
- Donal Donnelly - Willie Lafferty
- Eithne Dunne - Eileen O'Leary
- Richard Harris - Terence O'Brien
- William Hartnell - Sergent Jenkins
- John Le Mesurier - British General
- Niall MacGinnis - Michael O'Leary
- Patrick McAlinney - Donovan, bartender
- Ray McAnally - Paddy Nolan
- Clive Morton - Sir Arnold Fielding
- Noel Purcell - Liam O'Sullivan
- Peter Reynolds - Captain (Black and Tans)
- Christopher Rhodes - Coronel Smithson

## Estrena
La pel·lícula es va estrenar per primer cop el 21 de maig de 1959 a Dublín.